# Bureaucracy
Bureaucracy is een humoristische tekstadventure van Infocom voor diverse platforms die werd geschreven door Douglas Adams en werd uitgegeven door Infocom. Het spel werd uitgebracht in 1987 voor diverse homecomputers uit die tijd. Het spel gaat over een persoon die naar een nieuw appartement is verhuisd. Hier komt hij in aanraking met allerlei bureaucratische procedures die continu mis gaan. Zo kan hij zijn post niet lezen, zijn bankafschriften niet bekijken noch een normaal leven leiden. Om dit op te lossen moet hij in contact komen met diverse personen. Het spel wordt bestuurd door middel van het typen van commando's via het toetsenbord. In het spel moeten een aantal puzzels opgelost worden.

## Ontvangst
| Beoordeeld door  | Platform  | Datum         | Score |
| ---------------- | --------- | ------------- | ----- |
| Happy Computer   | DOS       | juli 1987     | 87%   |
| ATARImagazin     | Atari ST  | juni 1987     | 80%   |
| Just Games Retro | DOS       | 10 mei 2008   | 80%   |
| SPAG             | DOS       | 19 april 1995 | 71%   |
| All Game Guide   | Macintosh | 1998          | 60%   |